# King Records (Verenigde Staten)
King Records was een onafhankelijk label dat in 1944 werd opgericht door Sydney Nathan, en waarvan de catalogus aanvankelijk gespecialiseerd was in country- en hillbilly-muziek, maar ook de genres r&b en doowop in het repertoire opnam.

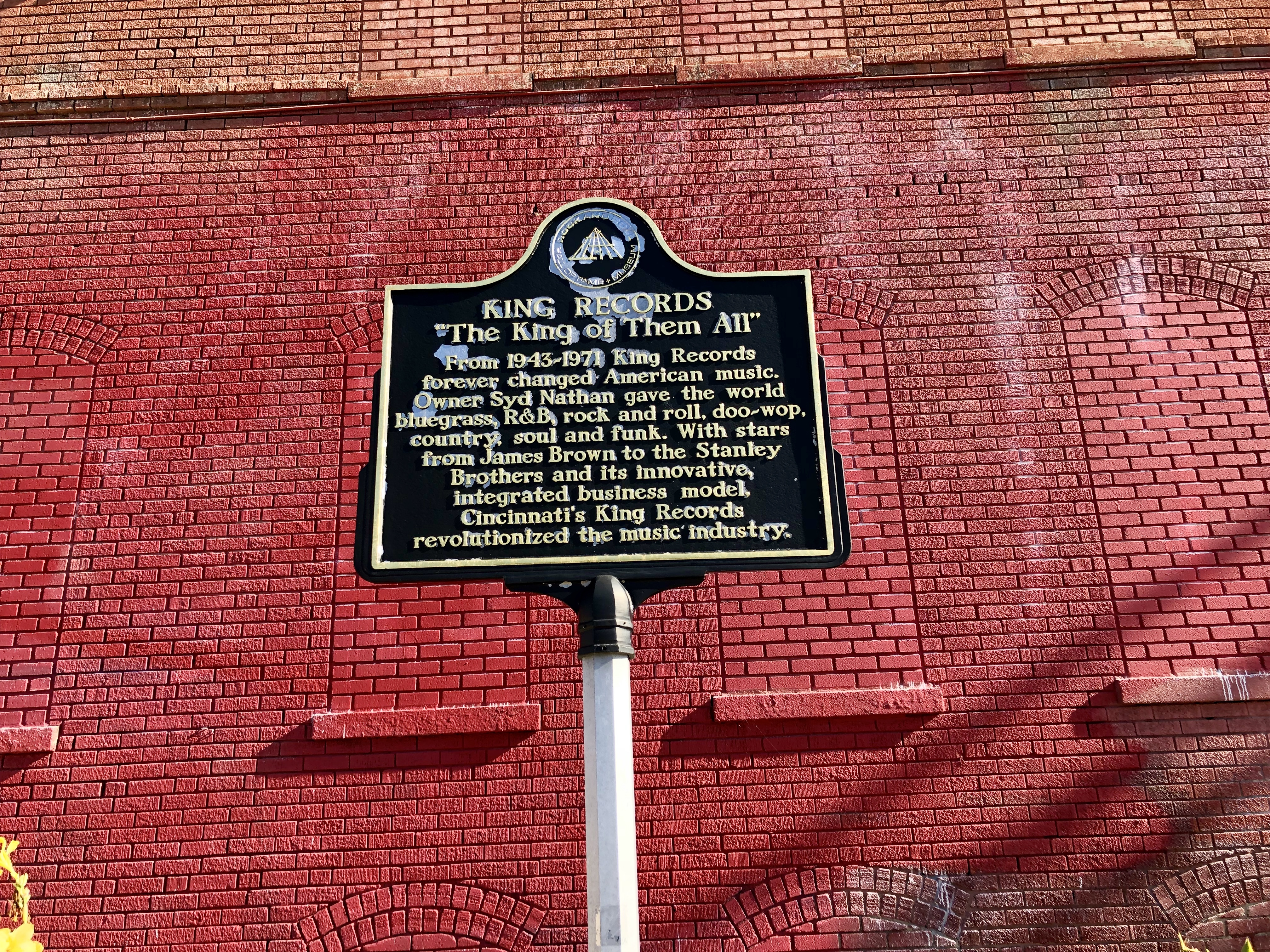

## Geschiedenis

### Oprichter
Sydney 'Syd' Nathan leed al vroeg aan astma en een slecht gezichtsvermogen. Tijdens de depressie werkte hij in een grote verscheidenheid aan banen, zoals sieradenverkoper, concessiehouder van een pretpark en als worstelpromotor. Toen hij uiteindelijk een platenwinkel runde, kwam hij op het idee om een platenlabel op te richten.
Met hulp van de familie werd een startkapitaal van $25.000 opgehaald, waarmee hij in augustus 1944 het platenlabel King Records oprichtte in het meer country-georiënteerde Cincinnati. Omdat de eerste platen een slechte materiaalkwaliteit vertoonden, besloot hij een eigen perserij op te richten. Om de waardeketen verder te dekken, richtte hij de later zeer succesvolle muziekuitgeverij Lois Music op, waar hij ook zijn eigen composities registreerde onder het pseudoniem Lois Mann. King Records, dat onafhankelijk was van de grote platenlabels, hoefde dus niet de problemen aan te pakken waarmee anders kleine labels werden geconfronteerd: het was afhankelijk van externe perserijen, verkoopnetwerken en inkomende betalingen. Nathan zei spottend: 'Om een platenlabel te beginnen, heb je een bureau, een telefoon en een advocaat nodig'. De administratieve inspanning bij King Records werd laag gehouden, omdat bijna alles in eigen beheer werd geproduceerd zonder externe bedrijven: al snel had je je eigen opnamestudio met je eigen sessietape, de master tapes werden hier gemaakt; zelfs platenhoezen, verpakking en verzending zijn overgenomen. Evenmin was er geen gebruikelijke algemene persing van minimale hoeveelheden, zodat als er meer nodig was, het persen onmiddellijk kon worden uitgevoerd. In eerste instantie hadden de meeste platen als cross-over geen kans om de bestverkopende popmarkt te bereiken, omdat hun teksten te riskant waren en daarom niet gedraaid werden door witte radiostations.

### Meer platenlabels
Nathan was niet tevreden met slechts één label, hoewel hij niet over het hoofd kon zien of hij voldoende vertolkers voor andere labels zou verwerven. In augustus 1945 richtte hij het dochterlabel Queen Records op, dat zich uitsluitend zou wijden aan zwarte muziek. Het eerste album The Honeydripper van Bull Moose Jackson, werd hier in september 1945 uitgebracht. Maar Queen werd in augustus 1947 stopgezet en zijn catalogus van 75 platen van Slim Gaillard, Annisteen Allen, Tab Smith en gevestigde gospelartiesten zoals The Southern Harps, Wings Over Jordan en The Harmoneers werd overgebracht naar King Records (King Race Series). De fusie met King Records vond plaats op 1 september 1947.
In hetzelfde jaar verwierf Nathan de meerderheid van DeLuxe Records in Linden (New Jersey). Het veelzijdige label had pop, rhythm-and-blues, jazz, gospel en country & western in haar repertoire. In maart 1949 werd het hoofdkantoor ook verplaatst naar Cincinnati. In februari 1951 behoorde DeLuxe eindelijk volledig toe aan de bedrijven van Syd Nathan. Er zijn veel DeLuxe-opnamen verschenen op King-singles en albums, waardoor er geen duidelijk onderscheid meer was. Uiteindelijk, in november 1950, richtte Nathan de dochteronderneming Federal Records op. Het was alleen bedoeld voor r&b-vertolkers. Billy Ward & the Dominoes, Hank Ballard and the Midnighters en James Brown and The Famous Flames kwamen hier onder contract te staan. In augustus 1953 werd Glory Records overgenomen in Miami, Florida, waar voornamelijk country werd geproduceerd.

### De vroege jaren
In het naburige Dayton (Ohio) produceerde Nathan in september 1943 al de tot de Country & Western behorende Sheppard Brothers (Merle Travis en Grandpa Jones). Met catalogusnummer King 500 verscheen het eerste record You’ll Be Lonesome Too/The Stepping Out Kind en #501 When Mussolini Laid His Pistol Down/Two Time Annie van het nieuwe label, hoewel het King-label pas officieel werd opgericht in augustus 1944. Het eerste succes van de vroege hitparade kwam met #505, Cowboy Copas met Filipino Baby/I Don't Blame You, dat in april 1945 werd gecreëerd in de nieuwe opnamestudio King Recording Studio op 1540 Brewster Avenue, Cincinnati (de producent was Nathan zelf). De single werd pas in augustus 1946 uitgebracht en bereikte nummer vier in de C&W-hitlijsten. De instrumental Steel Guitar Stomp (met Merle Travis; #528) van Hank Penny volgde ook op de vierde plaats in juni 1946. Een mix van country, boogiewoogie en blues kwam in de opnamestudio's in oktober 1946, toen countrypianist Moon Mullican het cajunnummer New Pretty Blonde (New Jole Blon)/When A Soldier Knocks and Finds Nobody Home opnam en in februari 1947 naar nummer twee klom in de C&W-hitlijsten. Het nummer zou de komende drie jaar de eerste miljoenen-bestseller van het nog jonge King-label voor de groeiende country-boogiemarkt worden. Ook werd muziek van gospelgroep The Jubalaires uitgebracht.
Nu begon de fase van racemuziek, zoals rhythm-and-blues nog steeds heette. Maar de eigen studio's van het label werden hiervoor niet altijd gebruikt. Toen de boogiepianist Ivory Joe Hunter op 6 september 1947 de ballad Don't Be No Fool-Fool opnam, werd een opnamestudio in New York gebruikt. Vervolgens ging hij op 18 november 1947 naar Nashville (Tennessee) om Owen Bradley's gitaarwerk In Time op te nemen. The Code Song bevatte morsecodes die in de tekst waren opgenomen. De sessie van 5 december 1947 vond opnieuw plaats in Cincinnati. Hier werd Ivory Joe begeleid door vijf muzikanten uit het orkest van Duke Ellington. Een gedenkwaardige sessie in de King Studio's was gepland op 28 december 1947. De nieuw verworven Wynonie Harris speelde Good Rockin' Tonight met een getalenteerde band met als B-kant Good Morning Mr. Blues (opgenomen op 23 december 1947 in Cincinnati). Het origineel kwam van Roy Brown, die het, vergezeld van het Bob Ogdens Orchestra, in juli 1947 had opgenomen in de studio van Cosimo Matassa in New Orleans onder DeLuxe #1093 (nu onderdeel van King). Beide platen behoorden dus tot dezelfde platenmaatschappij. Roy Browns beroemde Hard Luck Blues werd hier ook opgenomen op 19 april 1950 (#1 r&b).
Toen kwam er een moeilijke tijd voor de hele Amerikaanse platenindustrie, want op 1 januari 1948 kregen alle Amerikaanse opnamestudio's de facto een opnameverbod van Petrillo Recording Ban tot december 1948. Daarom nam Wynonie Harris pas op 19 december 1948 op. Om te overleven, vertrouwden platenlabels in de Verenigde Staten erop, dat de ongepubliceerde opnamen uit hun archieven werden gehaald. Op 6 mei 1949 namen The Delmore Brothers, die in 1946 naar King kwamen, een nummer op in Cincinnati, dat door veel experts wordt beschouwd als een van de eerste rock-'n-roll-nummers. Het nummer Blues Stay Away from Me bereikte in september 1949 de C&W-hitlijsten en werd daar de eerste hit van het label. Tien dagen later zaten Wayne Rainey en Lonnie Glosson in dezelfde studio-opname en namen Why Don't You Haul Off and Love Me op, nog een C&W-nummer één en de eerste crossover-hit van het label met een nummer 25-plek in de pop-hitlijsten.

### Producenten en platenmanagers in de jaren 1950
Syd Nathan had het erg druk en delegeerde daarom het productiewerk van juni 1945 aan Henry Glover, een trompettist van de band van Lucky Millinder, die ook componeerde. In december 1950 huurde Nathan Ralph Bass in als producent voor zijn federale label. Beiden gingen snel aan de slag. Op 30 december 1950 produceerde Bass het tekstueel extreem seksueel georiënteerd nummer Sixty Minute Man (Federal #12022) voor The Dominos, die zich plaatste op #1 in de r&b- en #17 in de pophitlijsten en na de publicatie in maart 1951 werd het in totaal 500.000 keer verkocht. Na een jaar overschreed het zelfs de grens van één miljoen. Op 10 januari 1951 was het Earl Bostic Orchestra opnieuw in de studio om de instrumental Flamingo op te nemen, opnieuw een #1 r&b-hit. Bass nam in augustus 1952 de obscure boogiewoogie-pianist Little Willie Littlefield op, die met K.C. Loving (Federal # 12110) een van de eerste composities van Jerry Leiber & Mike Stoller oppakte. Het nummer werd volgens de hitparade niet opgemerkt, maar werd later een van de meest gecoverde rock-'n-roll-nummers onder de titel Kansas City.
Een andere seksueel risicovolle tekst was Work With Me, Annie van Hank Ballard & the Midnighters, opgenomen op 14 januari 1954. Dit stoorde de zwarte kopers niet en het nummer werd een miljoenenseller, die 7 weken aan de top van de r&b-hitlijsten bleef staan. Met John Watson, later bekend als Johnny "Guitar" Watson, deed Bass baanbrekend futuristisch werk. Space Guitar (Federal #12175) werd opgenomen op 1 februari 1954 met nagalm- en feedbackeffecten van de gitaar - de anticipatie op latere standaardeffecten in pop- en rockmuziek.
Daarna kwam de waarschijnlijk meest gedenkwaardige dag van de labelconcern. Op 4 februari 1956 was baas Syd Nathan in de controlekamer van de hoofdstudio, toen producent Ralph Bass zijn nieuwste ontdekking James Brown & The Famous Flames presenteerde. Ze begonnen met hun vaak gerepeteerde Please Please Please. 'Wat is dit? Wat zijn ze aan het doen? Stop de band, dat klinkt niet goed!', onderbrak de labelbaas de sessie. 'Ik heb je ingehuurd om talent te zoeken. Niemand wil dit lawaai in één woord horen', schold Nathan. Na verdere woordenwisselingen met zijn mensen verliet de labelbaas boos de studio. Onverstoord werden het lied en drie andere stukken opgenomen. De producent werd een paar dagen later ontslagen, maar Nathan stemde uiteindelijk met tegenzin in om het op 3 maart 1956 vrij te geven. Toen het record op 11 april 1956 #6 bereikte en er een miljoen van werden verkocht, schikte Nathan zich en werd Ralph Bass opnieuw aangenomen. Dit was het begin van een van de grootste r&b- en soulcarrières.
Op 1 maart 1956 stond zanger Little Willie John in de studio. In een bijna 6 uur durende sessie werd de 12-maats blues Fever in mineur, gearrangeerd met de tenorsaxofoons van Ray Felder en Rufus 'Nose' Gore, evenals de jazzy gitaar van Bill Jennings en fingersnapping, die de bluesachtige stemming slechts marginaal losmaakten, opgenomen. Het nummer met erotische inhoud had een solide, gospelachtig arrangement, dat werd beloond met de enige #1 r&b voor de artiest Little Willie John en bereikte de 24e plaats als een crossover. Later bereikte het origineel ook de miljoen verkopersstatus en werd het een klassieke coverpresentatie voor andere artiesten.
Het grootste rock-'n-roll-succes van King Record was het instrumentale Honky Tonk van Bill Doggett, dat gebaseerd was op een snel orgelritme, dat de basis vormde voor staccato-solo's van tenorsaxofonist Clifford Scott, die op hun beurt werden verbonden door de snelle gitaarakkoorden van Billy Butler. Opgenomen op 16 juni 1956 in de New Yorkse studio's van het label, bracht het nummer het in augustus 1956 naar #2 in de pophitlijsten en werden er meer dan vier miljoen exemplaren verkocht. James Brown had echter 11 singles nodig voordat hij zijn eerste #1 r&b-hit behaalde met Try me, opgenomen op 18 september 1958 en tegelijkertijd zijn eerste cross-over met een #48 in de pophitlijsten.

### De jaren 1960
Hank Ballard had inmiddels een aantal tekstueel onreine stukken uitgebracht, toen hij in december 1958 voor het eerst de tekstueel onschuldige B-kant The Twist voor Federal #12345 componeerde met zijn band Midnighters. De snelle blues met twaalf maten gebruikte de basismelodie van The Drifters-hit What 'Cha Gonna Do? uit 1955. The Twist plaatste zich als B-kant zelfstandig op #16 in de r&b-hitlijsten. Dick Clark, presentator van de populaire Amerikaanse tv-popshow American Bandstand, was zo gefascineerd door het nummer dat hij een zekere Ernest Evans daarmee naar een opnamestudio stuurde. Onder zijn artiestennaam Chubby Checker kwam The Twist uit in juli 1960 en schoot naar de top van de hitlijsten. De versie van Checker leek zo veel op het origineel, dat Hank Ballard dacht dat het zijn spel was toen hij naar de radio luisterde. In december 1961 werd Checkers The Twist opnieuw uitgebracht en bereikte opnieuw de #1-positie, echter voor het concurrerende Parkway-label.
Op 26 augustus 1960 nam de bluesgitarist Freddie King uit Chicago het instrumentale nummer Hideaway op in zijn eerste sessie voor Federal, waarmee hij in maart 1961 #5 bereikte in de r&b-hitlijsten. Weer tegen Nathans wil wordt op 24 oktober 1962 een live optreden van James Brown opgenomen in het Apollo Theater en een betaling van $5.700 aan het theater. Nathan was van mening dat niemand geïnteresseerd was in een live-album met reeds uitgebrachte nummers. De labelbaas had een tweede keer ongelijk. Toen het album op 30 juni 1963 na slechts negen maanden werd uitgebracht, bereikte het #2 in de lp-hitlijsten en bleef daar 66 weken staan. Het ontwikkelde zich tot het meest succesvolle album aller tijden met een miljoensellerstatus bij King Records.

### Belangrijke platenmensen vertrekken
Hal Neely, die Nathan in januari 1958 tot vicepresident en algemeen directeur van het platenlabel maakte, verliet het label in juni 1964 vanwege verschillende doelstellingen met betrekking tot de toekomstige positionering van de labels binnen een snel veranderende platenmarkt. Neely kwam bij Starday Records in Nashville (Tennessee) als vicepresident. Glover wisselde al in 1958 naar Roulette Records, terwijl Ralph Bass in 1959 werd aangeworven bij Chess Records.

### James Brown blijft trouw aan het label
Papa’s Got a Brand New Bag werd uitgebracht in juli 1965, hoewel Nathan opnieuw grote bezorgdheid uitte. Het was een nummer met veel ritmeveranderingen, wat al het begin van het funky geluid liet horen. Het algemene gospelgevoel wordt overbrugd door jazz licks met een tenorsax solo van Maceo Parker. Het werd de tweede #1 hit van Brown en met een achtste plaats was het ook acceptabel voor de popmarkt en maakte het wereldwijd bekend. In november 1965 bracht hij met I Got You (I Feel Good) nog een plaat uit die zich ontwikkelde tot een betere crossover (#1 r&b, #3 pop). In april 1966 mocht de platenwereld zich verwonderen over het ongewoon zachte, door viool gedomineerde arrangement voor Browns gebruikelijke geluid met een duidelijk chauvinistische tekst in It's a Man's Man's Man's World. De tekst komt echter niet van James Brown, maar van Betty Jean Newsome, terwijl de titel een woordspeling was op de komediefilm It's a Mad, Mad, Mad, Mad World.

### Het overlijden van de platenbaas en het verval van het concern
Toen Sydney Nathan op 5 maart 1968 overleed, was er niemand in zijn platenimperium, dat de zesde grootste onafhankelijke platengroep in de Verenigde Staten was geworden, die zijn rol kon overnemen. Nathan's familie verkocht de hele groep op 9 oktober 1968 aan Nathans voormalige plaatsvervanger en huidige vicepresident van het Starday-label, Hal Neely, voor $1,75 miljoen. In dezelfde maand kocht de LIN Broadcasting Company de Starday King-groep samen met King Records voor $5 miljoen. Om liquiditeit te verkrijgen, verkocht LIN James Browns 7-jarige platencontract en alle mastertapes in juli 1971 voor $1,3 miljoen aan Polydor Records.
Neely sloot het hoofdkantoor en de studio's in Cincinnati en liet een deel van de inrichting vervoeren naar Starday Records. De ketenverkopen gingen door in 1974. De muziekuitgever Freddie Bienstock, Jerry Leiber & Mike Stoller verkochten de bedrijfsnaam King met zijn logo en de mastertapes aan Moe Lytle van Gusto Records in Nashville. De drie behielden echter de publicatierechten voor de meeste nummers van King Records. Postuum werd Syd Nathan in maart 1997 ingewijd in de Rock and Roll Hall of Fame. Ondanks de vele meningsverschillen en geschillen had James Brown, die alleen al bijna 100 singles en bijna 50 albums voor King/Federal in de bestseller-hitlijsten plaatste, veel goede woorden voor zijn sponsor.

### Statistieken
Voor Nathan zijn 202 composities geregistreerd onder het pseudoniem Lois Mann bij BMI, meestal aan zijn muziekuitgever Lois Music, waarvan er 5 een BMI-prijs ontvingen. Henry Glover heeft zelfs 453 titels, Ralph Bass heeft 171 registraties. Terwijl King Records in 1949 nog steeds 6 miljoen platen verkocht, halverwege de jaren 1950 waren er al 20 miljoen platen per jaar. De catalogus van King Records bestond uiteindelijk uit meer dan 10.000 opnamen, waarvan er precies 156 de r&b-hitlijsten bereikten. De labelgroep rond King Records verkocht ongeveer 150 miljoen platen, waarmee Nathan een van de grootste producenten in de Amerikaanse muziekindustrie is.